# رشاش طراز 100
طراز 100 ( 一〇〇式機関短銃 Hyaku-shiki kikan-tanju )هو رشاش ياباني استخدم بشكل واسع خلال الحرب العالمية الثانية.

## الخصائص
طراز 100 نسخة 1944 (توجد نسختان غير هذه النسخة)
- العيار : 8 مم
- الطول : 900 مم , 90 سم , 35,43 إنش
- طول الماسورة : 230 مم
- التلقيم : 30 طلقة مخزن مقوس